# Comabbio
Comabbio (lombardul: Comabbi) település Olaszországban, Varese megyében. Lakosainak száma 1199 fő (2023. január 1.). Comabbio Mercallo, Cadrezzate con Osmate, Sesto Calende, Ternate, Varano Borghi, Vergiate és Travedona-Monate községekkel határos.

## Népesség
A település népességének változása:
| Lakosok száma | 1150 | 1170 | 1199 |
|               | 2017 | 2018 | 2023 |